# XCOM 2
XCOM 2 es un videojuego de estrategia por turnos de 2016 desarrollado por Firaxis Games y publicado por 2K Games. El juego es la secuela del reboot de la serie, XCOM: Enemy Unknown de 2012, y tiene lugar 20 años después de los eventos de Enemy Unknown. En el mismo, XCOM, una organización militar humana que intenta combatir una invasión alienígena, ha perdido la guerra y se reduce ahora a una fuerza de resistencia contra la ocupación de la Tierra y contra el régimen totalitario establecido por los invasores. El juego se desarrolla en misiones de combate por turnos en el que el jugador comanda un pelotón de soldados que debe luchar contra enemigos, humanos y alienígenas, y completar objetivos específicos. Asimismo, los jugadores administran y controlan las operaciones del Vengador, una nave alienígena abandonada que funciona como base móvil para XCOM, ocupando el mando del departamento de ingeniería e investigación de la base durante el tiempo entre misiones. 
Durante el desarrollo del juego, Firaxis repasó en profundidad las críticas de los jugadores respecto de Enemy Unknown y sumó a su secuela la reclamada genereación procedural de mapas, además de brindar soporte de mods para el juego. Los desarrolladores situaron la secuela en la línea temporal del final malo del juego de 2012, lo cual les permitió cambiar la forma de juego, introducir varias características nuevas y rediseñar algunos enemigos. Para alentar a los jugadores a jugar de manera más ofensiva, los desarrolladores introdujeron objetivos con límites de tiempo a fin de impulsar el ritmo del juego. Asimismo, en comparación con su predecesor, XCOM 2 tiene un mayor énfasis en el aspecto narrativo. El motor del juego es el Unreal Engine 3.5 y los artistas se inspiraron en reconocidas películas de ciencia ficción, como Elysium y Oblivion, para crear la estética del juego. 
XCOM 2 se lanzó en febrero de 2016 para PC, mientras que sus versiones de PlayStation 4 , Android y Xbox One se lanzaron en septiembre de ese año. El 29 de marzo de 2020 el título llegó a Nintendo Switch en un pack con el juego original y sus 4 dlc. Tras su lanzamiento, el juego fue elogiado por la crítica. Los críticos destacaron tanto el nuevo sistema de sigilo, que según críticas agrega una nueva capa de profundidad al juego, como la generación de mapas procedurales. El juego también fue elogiado por su dificultad y por la adición de herramientas de desarrollo de mods, mientras que las críticas negativas al mismo se dirigieron principalmente a su bajo rendimiento en muchas computadoras durante el lanzamiento. Fue nominado para múltiples reconocimientos de fin de año por varias publicaciones de juegos. Firaxis apoyó el juego con contenido descargable y lanzó una  expansión independiente del juego, XCOM 2: War of the Chosen, en 2018.

## Jugabilidad

### Combate por turnos
En XCOM 2 y al igual que en el reboot, el jugador encarna al comandante de la organización militar homónima, la cual se reduce ahora a una fuerza de resistencia que se opone a la actual ocupación alienígena de la Tierra. El juego se juega desde una perspectiva de arriba hacia abajo y es un título de estrategia por turnos, en el que los jugadores emiten órdenes a un escuadrón de soldados humanos para eliminar alienígenas en un mapa y, dependiendo de las misiones, para completar objetivos secundarios. Muchas de las misiones están cronometradas, lo que requiere que los jugadores las completen en el lapso de una cantidad de turnos determinada. Los mapas se generan procesalmente para crear una amplia variedad de niveles. Cada mapa presenta diferentes terrenos y edificios en cada partida. El juego ofrece cuatro configuraciones de dificultad: Novato, Veterano, Comandante y Leyenda.
Después de que los jugadores completan por primera vez la campaña, pueden comenzar un nuevo juego con el modo "Ironman" habilitado. En este modo, los archivos de guardado del jugador se sobrescriben cada vez que este realiza una acción, lo que hace imposible que los jugadores carguen un guardado anterior después de tomar una mala decisión. Los jugadores pueden crear campañas y tipos de enemigos, que se pueden compartir a través de Steam Workshop . El juego también presenta un modo multijugador uno a uno en el que los jugadores recibieron un número fijo de puntos para conformar un escuadrón compuesto por las fuerzas ADVENT y XCOM, e intentar eliminar al escuadrón del oponente en el campo de batalla.
Al comienzo de la mayoría de las misiones, el escuadrón del jugador está oculto en modo sigilo y los enemigos no lo detectarán. Los jugadores pueden colocar sus tropas para planificar su batalla y emboscar a los enemigos. La niebla de guerra oculta a los alienígenas y sus acciones hasta que los soldados del jugador estén dentro del alcance y tengan una línea de visión sobre ellos. Los miembros del escuadrón pueden esconderse detrás de objetos para evitar ser disparados. Los enemigos, programados por inteligencia artificial, intentarán flanquear y exponer a los soldados a graves heridas debido a la falta de defensa. Cada turno, los jugadores pueden atacar a sus objetivos seleccionados con armas de fuego. El juego informará a los jugadores de la probailidad de realizar un disparo exitoso y la cantidad de salud que el enemigo perderá. También pueden recargar,  permanecer en vigilancia para disparar a cualquier enemigo en movimiento en su línea de visión, agacharse, y piratear las armas mecánicas de los enemigos como torretas y temporalmente apagarlos o controlarlas. Cada miembro del escuadrón puede realizar un número limitado de acciones antes de que el enemigo tome su turno y los jugadores pueden elegir terminar su turno temprano sin agotar las acciones del escuadrón.
El juego tiene cinco clases de personajes, cada una con su propia habilidad de soldado, a saber: Ranger empuña un arma cuerpo a cuerpo que corta a los enemigos, Grenadier tiene un lanzagranadas y explosivos que pueden destruir la cobertura del enemigo, Specialist tiene un dron que mejora la defensa y la salud del equipo, Sharpshooter es el francotirador del equipo y el Psi Operative, que se desbloquea más tarde en el juego, usa poderes telepáticos y psiónicos . Los enemigos del primer juego de la serie, incluidos los Sectoids, regresaron, al mismo tiempo que Firaxis presentó nuevos enemigos, incluidos los Vipers, un enemigo con forma de serpiente que puede sacar a los soldados de su cobertura. Cuando un soldado resulta herido o está a punto de desangrarse, se pueden usar kits médicos para estabilizar su condición. Los soldados del escuadrón pueden ser asesinados permanentemente por los enemigos y sus cuerpos pueden ser llevados de vuelta para extraer su equipo si el jugador considera necesario abortar la misión. Si se considera necesario abandonar la misión, un soldado puede llevar a los soldados heridos a la extracción donde son revividos al abandonar el mapa.  Si los soldados sobreviven y completan la misión, ganan experiencia y pueden ser promovidos, desbloqueando nuevas opciones en los árboles de habilidades, además de elementos de personalización.

### Estrategia y gestión
Los jugadores toman el control del Vengador, una nave alienígena abandonada que es reconvertida en la nueva base móvil de XCOM, estando al mando del departamento de ingeniería e investigación de la base entre misiones. Los jugadores pueden asignar al departamento de investigación que realice autopsias a cadáveres alienígenas y estudie la tecnología recopilada de ellos, lo cual desbloquea nuevos dispositivos, armas y tecnologías para ayudar a los jugadores en la batalla. Asimismo, el departamento de ingeniería puede recibir instrucciones para crear nuevos tipos de munición, armaduras y armas. La Armería, por su parte, permite a los jugadores reclutar soldados y ajustar sus personalidades, nombres, trajes, géneros, nacionalidades y armas. Los soldados heridos se curan lentamente en la enefermería de la base. A medida que avanza el juego, se desbloquean nuevas instalaciones que permiten a los jugadores aumentar el tamaño del escuadrón, mejorar el rendimiento de combate y crear armas experimentales. Los jugadores también necesitan construir un hub de Comunicaciones de Resistencia para establecer contactos con las células de resistencia estacionadas en todo el mundo, lo que les permite seguir expandiéndose a nuevos territorios y acrecentar su influencia. Las instalaciones deben contar con ingenieros para garantizar que sean completamente funcionales y además pueden ser mejoradas.
En el puente del Avenger, los jugadores pueden acceder al Geoscape, avanzar en el tiempo, mover el Avenger, acceder a misiones de escaneo y misiones de combate, visitar el cuartel general de la Resistencia para comprar nuevos ingenieros, armas y soldados, comerciar en el mercado negro y descubrir suministros y nuevos equipamientos. La construcción de instalaciones requiere suministros que los ingenieros puedan recolectar mediante la excavación de escombros extraterrestres en el Avenger. La inteligencia se recopila a través del contacto con células de resistencia, que luego se pueden utilizar en el comercio. Otros recursos, como el Elerium, son materiales necesarios para crear nuevos gadgets y armas. Mientras el jugador gestiona la base móvil, los extraterrestres también avanzan por su parte en una iniciativa de investigación conocida como el Programa Avatar. Proceden lentamente en dicho programa y si el mismo se completa esto resulta en una pérdida automática de la partida para el jugador. Sin embargo, el progreso del Programa Avatar puede retrasarse saboteando instalaciones de investigación extraterrestre y a través de otros eventos semi aleatorios.

## Trama
XCOM 2 se desarrolla en  el año 2035, 20 años después de los eventos de XCOM: Enemy Unknown y su expansión . La humanidad fue derrotada por los extraterrestres, XCOM demostró ser incapaz de resistir la amenaza alienígena y fue traicionada por las naciones del consejo, quienes se rindieron a los extraterrestres poco después de que comenzara la invasión. XCOM se convirtió en una fuerza de resistencia y pasó a la clandestinidad para evitar la persecución a manos de los alienígenas y sus aliados. La mayoría de sus miembros se sometieron al gobierno alienígena y dejaron atrás su pasado, pero algunos, como el oficial central Bradford, rechazaron la administración alienígena y se escondieron. La Tierra ahora está controlada por los extraterrestres a través de la Administración títere de ADVENT  y XCOM ha sido olvidado, sus miembros silenciados y registros borrados. ADVENT ha hecho mucho para mejorar la opinión pública de los extraterrestres, especialmente por la propagación de la creencia de que los extraterrestres llegaron en paz y que las fuerzas de la Tierra, entre ellas XCOM, tomaron represalias agresivamente y sin causa. Se presume que esto sucedió después de que el jugador investigó los MECs, tal y como lo indica la autopsia de un MEC de ADVENT. 
El jugador asume nuevamente el papel del Comandante, que hasta hace poco había sido puesto en éstasis alienígena para que pudieran utilizar su capacidad estratégica a través de un implante cerebral. Después de que el Oficial Central Bradford rescata al Comandante, XCOM lanza un ataque contra un convoy alienígena y roba un núcleo de elerium utilizado para alimentar al Vengador, una barcaza de suministro alienígena que se ha convertido en la base móvil de XCOM. En el Vengador, el Comandante cuenta con el apoyo del científico rebelde ex-ADVENT, el Dr. Richard Tygan, que reemplaza a la ahora desaparecida Dra. Vahlen, y a la ingeniera en jefe Lily Shen, hija y sucesora del fallecido Dr. Raymond Shen, con quien el Comandante estaba familiarizado en el juego anterior. 

### Historia
El juego comienza con Bradford liderando una redada en un banco de genes de ADVENT y rescatando al Comandante, que había sido capturado y puesto en estasis. El Comandante luego es llevado a la sede móvil de XCOM en el Vengador, donde se encuentran con el personal de apoyo, compuesto por el Dr. Richard Tygan y Lily Shen. Tygan le dice al Comandante que mientras estaba en estasis, ADVENT conectó su cerebro directamente a su red de comunicación psiónica global para actuar como una computadora de simulación de batalla. Entonces, el Comandante se pone en contacto con el Portavoz, el último miembro leal a XCOM restante del Consejo. El Portavoz le ordena al Comandante unir a los grupos de resistencia dispersos por todo el mundo y descubrir la verdadera naturaleza la iniciativa de alto secreto de ADVENT, el Proyecto Avatar. 
Mientras el Comandante lidera a XCOM en la lucha contra ADVENT, asalta sus instalaciones secretas de investigación y lentamente comienza a darse cuenta de la naturaleza del Proyecto Avatar. A través de su investigación, Tygan y Shen descubren que los líderes de ADVENT, los alienígenas Elders, han estado muriendo por una degeneración física irreversible de sus cuerpos. Para escapar de su inminente desaparición, los Elders comenzaron el Proyecto Avatar, el cual consiste en procesar humanos secuestrados y convertirlos en materia prima genética para construirles nuevos cuerpos llamados avatares. También rastrean la sede de los Elders hasta una base submarina a la que se puede acceder mediante un portal psiónico especial. Contra las cuerdas, ADVENT decide acelerar el proyecto y procesar a todos los humanos "no esenciales" en el proyecto Avatar con el pretexto público de curar todas las enfermedades en sus clínicas de genes. Cerca del clímax del juego, se intuye que el Portavoz resultó asesinado cuando se sacrifica para advertir a XCOM sobre el avance del Proyecto, ordenándoles que secuestren la red de comunicación global de ADVENT antes de que estos puedan hacer el anuncio de la cura de enfermedades. XCOM piratea la red y transmite pruebas de los crímenes de ADVENT al mundo, provocando una revolución global masiva contra la ocupación alienígena. 
Con ADVENT ocupado tratando de mantener el orden, el Comandante toma el control psiónico de un avatar deshabitado robado de una de las instalaciones de ADVENT y XCOM ataca la sede de los Elders. Los Elders le suplican al Comandante que detenga los combates y se una a ellos, alegando que solo están tratando de fortalecerse a sí mismos y a la humanidad en contra de una amenaza mayor. El Comandante ignora las súplicas de los Elders y destruye a todos sus Avatares, provocando la destrucción de la base. El Avatar del Comandante se queda atrás para luchar contra los espíritus enfurecidos de los Ancianos mientras el resto del escuadrón escapa. 
Después, el Comandante se despierta en su propio cuerpo y aprende que sin la dirección de los Elders, el control de ADVENT sobre la humanidad se desmorona. Las filas de la Resistencia aumentan cuando la gente abandona las ciudades controladas por ADVENT y la Resistencia comienza a abrumar a los restos de las fuerzas ADVENT. Sin embargo, en el océano debajo de las ruinas de la sede de los Elders, una energía extraña comienza a brillar. En la expansión War of the Chosen, los Templarios, una de las facciones que ayudaron en la victoria de XCOM, notan el resplandor y su líder confirma que es la señal de que una nueva guerra está por comenzar.

## Desarrollo
Firaxis Games, el desarrollador de XCOM: Enemy Unknown, y su director creativo Jake Solomon, volvieron a trabajar en XCOM 2, el cual tuvo un tiempo de desarrollo más corto que Enemy Unknown . Los desarrolladores inspeccionaron los comentarios de los jugadores desde el reboot de 2012. Solomon describió el desarrollo del juego como una experiencia más liberadora que hacer el reinicio de 2012 porque el equipo había acumulado una audiencia y ya no era necesario enfrentarse a las expectativas de los juegos originales. Los desarrolladores recurrieron y mejoraron elementos de los juegos originales, incluida la generación de procedimientos y la imprevisibilidad del juego, para XCOM 2.
Además de la naturaleza guerrillera de XCOM 2, la tecnología de XCOM ya no está a la par con la de los extraterrestres y, por lo tanto, tiene que funcionar con el armamento del "viejo mundo". El Vengador lleva el nombre de un barco en UFO: Enemy Unknown . Según Jake Solomon, el proceso creativo del juego estuvo "orientado a la jugabilidad". Como resultado, la configuración se introdujo después de que Firaxis cambió las clases de personajes y agregó elementos de sigilo al juego. Los desarrolladores encontraron que menos del 30% de los jugadores terminaron el primer juego. El equipo también descubrió que la nueva configuración es temáticamente adecuada para el juego basado en escuadrones y que les permitió crear nuevos diseños alienígenas y restablecer las opciones de investigación. En comparación con Enemy Unknown, los escritores pasaron más tiempo escribiendo la historia de fondo del juego. Debido a que el juego toma lugar en el futuro, se desarrolló más la historia de fondo para garantizar que los jugadores se sientan apegados a la narrativa del juego. La narración ambiental es una parte importante del juego, por ejemplo, en la megaciudad hay señales que indican que ADVENT se ha apoderado del mundo, mientras que otros mapas y áreas muestran a los jugadores los restos de civilizaciones humanas.
Inicialmente, la jugabilidad fue diseñada para ser indulgente, pero después de recibir comentarios de los evaluadores de juego, quienes notaron que el juego era demasiado simple y que muchos sistemas fallaron en involucrar a los jugadores, la idea fue descartada. El equipo intentó mantener la dificultad del juego para que los jugadores que jugaban a Enemy Unknown aún enfrentaran un desafío. Según DeAngelis, los desarrolladores querían que el juego fuera "brutalmente desafiante", por lo que cuando el jugador superara estos desafíos, "la sensación de triunfo [sea] realmente poderosa". Para garantizar que el juego sea desafiante y reproducible, el equipo valoró la idea de imprevisibilidad y aleatoriedad. Por ejemplo, cuando los jugadores intentan disparar a un enemigo, la interfaz de usuario del juego les dice a los jugadores la posibilidad de lanzar un golpe exitoso. Con un alto porcentaje de posibilidades, aún pueden fallar sus disparos, mientras que con un bajo porcentaje, los jugadores pueden obtener algunos golpes. Según Solomon, el equipo se dio cuenta de que los jugadores pueden involucrarse emocionalmente en la experiencia, por lo que el cálculo estadístico real "coincidirá con el sentimiento psicológico del jugador sobre ese número", lo que significa que la posibilidad de golpes exitosos puede ser ligeramente mayor o menor que la estadística UI.
A pesar de la dificultad del juego, el equipo quería alentar a los jugadores a jugar de manera más ofensiva, por lo que agregaron valiosos botines, objetivos urgentes y la idea de "ocultamiento", en el que los reclutas pueden emboscar a los alienígenas, obligando a los jugadores a correr más riesgos durante el juego. Los jugadores también tienen variabilidad de modos de juego a través del Vengador, en el que los jugadores deben determinar cuándo y dónde mover la sede móvil, qué investigar y qué áreas liberar primero. Los jugadores deben, asimismo, considerar las consecuencias de realizar acciones. Completar una misión secundaria que les proporciona a los jugadores nuevos recursos puede significar que los extraterrestres hayan progresado aún más con su Programa Avatar.  
El concepto de niveles generados proceduralmente en Enemy Unknown fue desechado porque Firaxis creía que sería desventajoso y plagado de errores, y que los objetos generados por procedimientos no encajaban con la atmósfera del juego. Enemy Unknown tiene mapas hechos a mano que fueron diseñados por Firaxis. La recepción de estos mapas fue generalmente positiva, pero los jugadores se quejaron de que se volvían repetitivos, por lo que Firaxis decidió introducir un sistema "de parcelas" para aliviar la carga de trabajo de los desarrolladores. El productor del juego, Garth DeAngelis, describió los mapas del juego como "sábanas", donde cada uno tiene agujeros al azar de diferentes tamaños. Así, cada agujero termina conteniendo un objeto o un edificio destructible al azar. Las misiones secundarias, las ubicaciones enemigas, los refuerzos y los mapas multijugador también se generan aleatoriamente. La implementación de la generación de procedimientos creó muchas dificultades y le tomó al equipo mucho tiempo solucionarlo.
Al desarrollar el arte del juego, los desarrolladores se inspiraron en las películas They Live, Elysium, Oblivion y Blade Runner . Al diseñar las armas, los personajes y el entorno del juego, observaron algunas películas de ciencia ficción y videojuegos como Dust: An Elysian Tail, pero en su mayoría crearon diseños originales. Los Sectoides, enemigos clásicos de XCOM, recibieron un nuevo diseño, que se ve "más salvaje, más imponente" después de que la especie se mezcló con el ADN humano. The Viper se inspiró en los "Snake Men" del juego original y los "Thin Men" de Enemy Unknown, y fue creado después de que el equipo de jugabilidad solicitase un enemigo que pudiera sacar a un recluta de su cubierta. Los desarrolladores valoraron la diversidad y se aseguraron de que todas las etnias estén representadas en el juego porque el concepto de XCOM se trata de "equipoas de la humanidad juntos de todo el mundo". Los desarrolladores diseñaron más enemigos femeninos, como los Viper y Berserker. La personalización de los personajes es más amplia en comparación con las de Enemy Unknown, permitiendo a los jugadores desarrollar conexiones y apegos con los personajes lo cual causa que si un personaje jugable muere, el jugador y su personaje apegado pueda sentir el impacto.

## Lanzamiento
El 18 de mayo de 2015, Take-Two Interactive anunció un nuevo juego AAA sin título en su memoria anual. El 25 de mayo de 2015, se lanzó un sitio web teaser llamado "Advent Future". Presentaba un anuncio de la "Administración ADVENT", cuyo objetivo era "crear un mundo libre de hambre, dolor, enfermedad y guerra", pero luego reveló que la Administración tenía planes más siniestros. El juego fue revelado oficialmente el 1 de junio de 2015 por IGN y se lanzó su tráiler debut.
Originalmente, XCOM 2 se lanzaría en noviembre de 2015, pero su lanzamiento se pospuso para el 5 de febrero de 2016, para permitir a los desarrolladores tiempo adicional para refinar el juego. Los jugadores que ordenaron el juego antes del lanzamiento recibieron un nuevo recluta y el Paquete de Guerrero de la Resistencia, que tiene opciones de personalización adicionales. 2K colaboró con el fabricante de mercancías Project TriForce para crear una réplica de Beam Pistol para que los jugadores la compren, y se asoció con el novelista Gregory Keyes, quien escribió una novela precuela llamada XCOM 2: Resurrection que se lanzó el 10 de noviembre de 2015. Firaxis anunció que el juego solo se lanzaría para PC debido a la experiencia de la compañía en el desarrollo de juegos en esta plataforma. Firaxis creía que hacer de XCOM 2 un título solo para PC les permitiría introducir nuevas características, como niveles de procedimiento, y que el desarrollo para una única plataforma era más simple. A pesar de esto, el juego fue lanzado para las consolas PlayStation 4 y Xbox One el 27 de septiembre de 2016. La compatibilidad con Gamepad para PC y un modo que permite a los jugadores explorar la sede del Vengador en perspectiva en primera persona fueron lanzados en noviembre de 2016.
El pase de temporada de XCOM 2  fue nombrado 'Pack de Refuerzo' e incluyó todos los contenidos descargables (DLC) del juego. Los jugadores respondieron negativamente a las noticias porque sospechaban que el DLC era contenido cortado de la versión original. Sin embargo, Solomon indicó que todo el DLC del juego se realizó después de que se completó el desarrollo del juego principal. Los paquetes son "Anarchy's Children", que agrega nuevos elementos de personalización de soldados, el cual se lanzó el 17 de marzo de 2016; "Alien Hunters", un paquete que agrega una nueva misión, un equipo más poderoso, personalización adicional de soldados y una nueva jugabilidad, el cual fue lanzado el 12 de mayo de 2016; y "El último regalo de Shen", que lleva el nombre del ingeniero jefe de Enemy Unknown e incluye una sexta clase de soldado, una nueva misión de historia y un mapa, se lanzó el 30 de junio de 2016. Se anunció una expansión para XCOM 2 titulada War of the Chosen en el E3 2017; la cual presenta al enemigo "Chosen" y varias otras facciones, siendo lanzado el 29 de agosto de 2017. War of the Chosen se incluyó más tarde con el juego principal y otros DLC en XCOM 2 Collection, que se lanzó el 3 de febrero de 2018. El 9 de octubre de 2018, la compañía lanzó el "Tactical Legacy Pack" que agrega un editor de niveles, mapas nuevos y remasterizados y "Legacy Ops", una serie de misiones que vinculan Enemy Unknown y XCOM 2 .
DeAngelis y Solomon lamentaron la falta de soporte de mods en Enemy Unknown, por lo que el aspecto de modding de XCOM 2 se incrementó significativamente. Firaxis lanzó el Unreal Development Kit, que permite a los jugadores crear su propio contenido. Solomon consideró que el soporte de mod es un método de "ganar-ganar" tanto para los jugadores como para la compañía, diciendo que puede aumentar la longevidad del juego. Firaxis se dio cuenta del potencial para mods de la serie cuando descubrieron un mod para Enemy Unknown llamado Long War . Firaxis se asoció con Long War Studios (ahora Pavonis Interactive) para desarrollar tres mods de un día para el juego. El 19 de enero de 2017, Pavonis Interactive lanzó Long War 2 para XCOM.

## Recepción

### Recepción de la crítica
XCOM 2 recibió críticas "generalmente favorables", según Metacritic. Nic Rowen de Destructoid elogió el juego por construirse sobre el original y expandir el número de opciones tácticas ofrecidas a los jugadores. También indicó que le gustaron los nuevos enemigos, los cuales obligan a los jugadores a repensar sus tácticas antes de planificar sus ataques. Maxwell McGee de GamesRadar estuvo de acuerdo, destacando la inclusión de nuevas clases de soldados que permiten a los jugadores usar nuevas estrategias para derrotar a los enemigos.  Rich Stanton de The Guardian describió el juego como "gratificante" porque cada turno puede traer ramificaciones que los jugadores deben considerar y que impatan en el desarrollo de la campaña.  Charlie Hall de Polygon disfrutó del sistema de sigilo, que consideró que suma con éxito nuevas variaciones a la fórmula XCOM. Esto fue secundado por Chris Bratt de Eurogamer, quien calificó el nuevo sistema de "satisfactorio".  Ben Reeves, de Game Informer, calificó el juego como "inductor de nervios" debido a su intensa dificultad; asimismo elogió las formas de jugabilidad equilibradas, que ofrecen a los jugadores diversas opciones de juego para burlar a los enemigos. Reeves y Mike Mahardy de GameSpot, por su parte, indicaron que el sistema de generación procedural aumentó el valor de repetición del juego, extendiendo su longevidad y ha hecho que cada mapa sea más creíble. Dan Stapleton, de IGN, admiró la tecnología de generación procedural y disfrutó de las diversas misiones del juego.
A Hall le gustó el aspecto de gestión del juego, indicando que "[prestó] un gran sentido de urgencia y tensión a cada decisión". A Rich Stanton de The Guardian le gustó el componente de gestión, ya que los jugadores solo tienen recursos y tiempo limitados y tienen que clasificar las diferentes prioridades, por lo que cada decisión tomada por los jugadores es importante. Tom Senior de PC Gamer calificó la experiencia de "apasionante" y agregó que "el juego usa hábilmente la escasez de oportunidades para forzar al jugador a decisiones difíciles". McGee estuvo decepcionado con los Eventos Oscuros ya que sentía que eran "pasivos e indirectos". A McGee le gustó el aspecto estratégico, pero sintió que la amenaza alienígena rara vez se sentía. Dan Ryckert de Giant Bomb descubrió que el Proyecto Avatar, que servía como el reloj del fin del mundo del juego, era una experiencia estresante, ya que le hacía "cuestionar cada decisión" que había tomado cuando administraba y ordenaba las prioridades de las diferentes tareas. Reeves estuvo de acuerdo y dijo que "la clase magistral de Firaxis en diseño de estrategias te hace cuestionar todas tus elecciones y analizar tus decisiones más pequeñas". A Bratt también le gustó el Proyecto Avatar, el cual impulsó a los jugadores a reaccionar y responder en lugar de priorizar una búsqueda constante de mejoras para armas y equipo. La personalización de los personajes jugables también fue ampliamente elogiada por permitir que los jugadores se apegaran a sus soldados, haciendo que la muerte de cada soldado fuera impactante y memorable.  
Por su parte, la dificultad del juego recibió respuestas mixtas. Rowen dijo que las misiones cronometradas no resultaron demasiado difíciles, pero que su naturaleza "despiadada" puede alejar a algunos jugadores del juego. También dijo que algunas de las primeras misiones son "desproporcionadamente difíciles" y frustrantes de jugar. McGee disfrutó el desafío e indicó que los desafíos cronometrados y otros elementos impredecibles "mantienen altas las tensiones", y que la experiencia siguió siendo fascinante durante juegos posteriores. Stanton y Stapleton elogiaron la inteligencia artificial del juego, la cual aprovecha todas las ventajas tácticas que tiene para presionar a los jugadores. Stanton indicó que esto ha hecho que los jugadores sean más receptivos y ha creado un impulso hacia adelante del que Enemy Unknown carecía. Bratt elogió las misiones cronometradas para alentar a los jugadores a tomar riesgos y ser más ofensivos. Mahardy señaló que la dificultad es "justa" y que XCOM 2 es una experiencia brutal. También dijo que la dificultad del juego a veces va más allá del desafío, con enemigos que a veces ignoran las reglas de juego establecidas.
El juego sufrió numerosas dificultades técnicas durante su lanzamiento. Si bien muchos críticos notaron errores menores de software durante sus experiencias, algunos, incluidos Rowen y Ryckert, dijeron que los errores (bugs) arruinaron su experiencia. Firaxis luego emitió un parche de rendimiento para corregir errores evidenciados.

### Ventas
XCOM 2 vendió más de 500,000 copias digitales en Steam dentro de su primera semana de lanzamiento, superando las ventas del juego original, que se lanzó simultáneamente en múltiples plataformas. El editor 2K Games estaba satisfecho con el rendimiento del juego y dijo que su lanzamiento exitoso contribuyó a que la compañía obtuviera resultados financieros mejores de lo esperado para el año fiscal 2016.

### Premios y reconocimientos
| Año  | Premio                  | Categoría                   | Resultado |
| ---- | ----------------------- | --------------------------- | --------- |
| 2016 | Premios Golden Joystick | Juego del Año               | Nominado  |
| 2016 | The Game Awards 2016    | Juego del Año PC            | Nominado  |
| 2017 | 20° D.I.C.E. Awards     | Mejor Juego de Estrategia   | Nominado  |
| 2017 | 16° NAVGTR Awards       | Diseño de Juego, Franquicia | Nominado  |
| 2017 | 16° NAVGTR Awards       | Juego, Estrategia           | Nominado  |